# Sneferka
Sneferka est un roi mystérieux appartenant à l'extrême fin de la Ire dynastie du milieu de la IIe dynastie, période d'une certaine instabilité dans le pays.

## Attestations
Sneferka est attesté par plusieurs documents :
- une assiette de schiste provenant du mastaba S3505 de Merka située à Saqqarah et daté de la fin de la Ire dynastie ; à gauche du serekh, sans le faucon Horus, ce qui est inhabituel pour tout objet égyptien de cette période, se trouve l'inscription Ḥw.t Ḥa-Za-Nb Pr-Nsw.t Ḫnty Za wr, avec Pr-Nsw.t Ḫnty signifiant « chef du domaine royal » et Ḥw.t Ḥa-Za-Nb étant le nom d'un bâtiment (un enclos funéraire ?) qui se trouve également sur trois inscriptions associée à Qâ découvertes à Abydos et une autre associée à l'Horus Oiseau[2],[3],[4],[5],
- au revers d'une assiette de schiste découverte dans l'une des galeries sous la pyramide de Djéser se trouve une inscription incluant le nom d'Horus Sneferka ; à gauche du serekh se trouve l'inscription Qa.w-Nṯr.w Ḥw.t Nṯr swḏ Ḫnmw, avec Qa.w-Nṯr.w signifiant « Élévations des dieux », Ḥw.t Nṯr signifiant « Palais divin » et swḏ Ḫnmw signifiant « Celui que Khnoum a remis » ; cette dernière inscription se retrouve dans sur deux vases accompagnés du serekh de Qâ et découverts dans les galeries sous la pyramide de Djéser[6],[4],[5],
- une troisième attestation sur un vase en travertin sans provenance connue et aujourd'hui dans la collection privée Michailidis, en dessous du serekh se trouve l'inscription Ḥm Šnww.t Hr.w, signifiant « Serviteur des grandes »[5],
- de nouvelles attestations ont été découvertes dans un grand mastaba situé à 100 mètres au sud du mastaba S3505 de Merka, entouré de dix tombeaux subsidiaires et daté de la fin de la Ire dynastie[7].

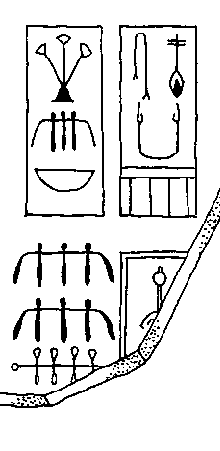
Fac-similé de l'inscription sur l'assiette de schiste découverte dans le mastaba S3505 de Merka.
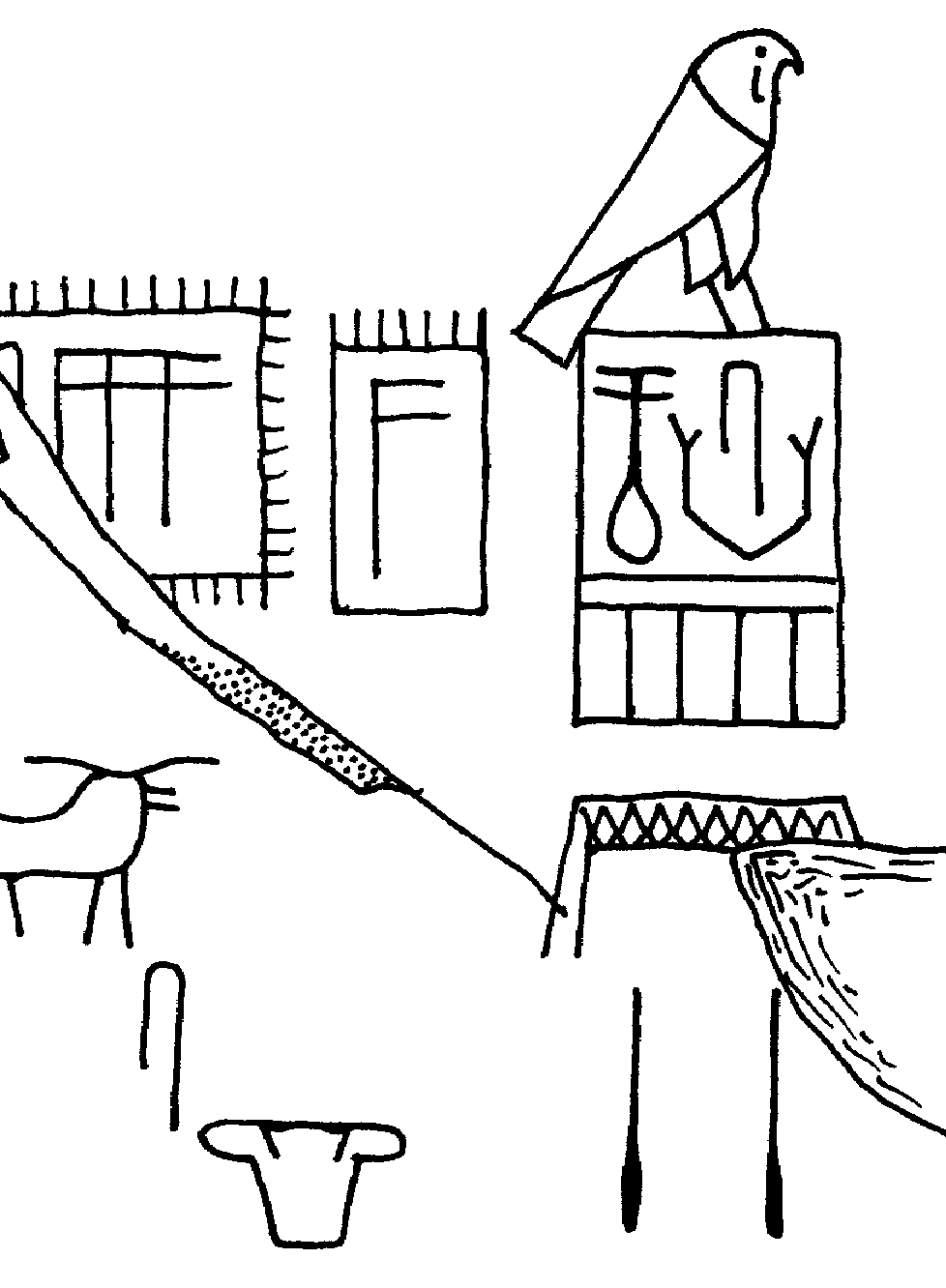
Fac-similé de l'inscription sur l'assiette de schiste découverte dans l'une des galeries sous la pyramide de Djéser.
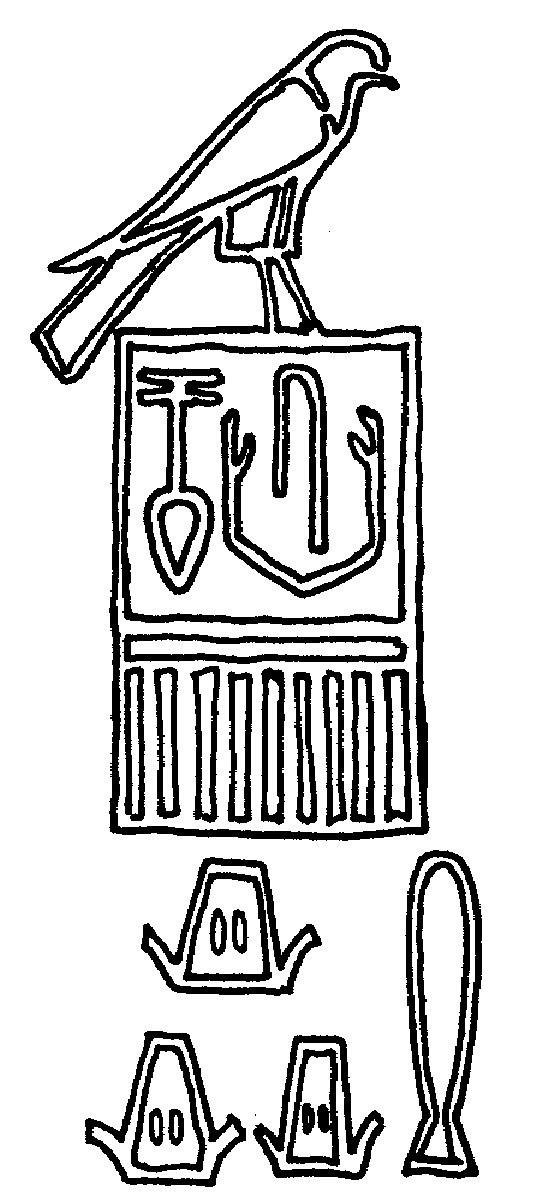
Fac-similé de l'inscription sur le vase en travertin de la collection privée Michailidis.

## Identité
Le nom d'Horus de Sneferka est l'objet d'investigations actuellement, en raison de l'ordre typographique inhabituel des signes hiéroglyphiques à l'intérieur du serekh. Cela a conduit à plusieurs lectures différentes : son nom est lu comme Seneferka, Sneferka, Neferseka et Sekanefer. Jean-Pierre Pätznick propose quant à lui la lecture suivante : Seneferou-ka-s, signifiant « Celle dont le Ka a été rendu parfait », faisant de ce personnage royal la première reine pharaonne de l'histoire égyptienne.

## Règne
On sait très peu de choses sur Sneferka. Les quelques preuves archéologiques indiquent l'existence d'un ou plusieurs dirigeants éphémères après la mort de Qâ et avant Hotepsekhemouy, dont peut-être Sneferka, comme l'indiquent les différentes attestations où des noms de bâtiments se trouvent associés à Sneferka et à Qâ,,.
Des égyptologues comme Wolfgang Helck et Peter Kaplony pensent qu'Horus Oiseau et Sneferka se sont affrontés pour obtenir le trône d'Égypte. Les luttes ont culminé avec le pillage du cimetière royal d'Abydos, qui a donc été abandonné. Le fondateur de la IIe dynastie, le roi Hotepsekhemouy, a peut-être mis fin à la lutte pour le trône. Le nom d'Horus d'Hotepsekhemouy, qui signifie « Les deux puissances sont réconciliées », constitue un élément de preuve à l'appui de cette théorie et pourrait se rapporter à une réunification du royaume égyptien après une période de discorde. De plus, des empreintes de sceaux d'Hotepsekhemouy ont été découvertes dans la tombe de Qâ,,,.
A contrario, il est possible qu'Horus Oiseau, tout comme Sneferka, aient régné pendant la période troublée de la IIe dynastie, entre Nynetjer et Khâsekhemouy. Par exemple, l'égyptologue Kim Ryholt pense que Sneferka a régné au milieu de la IIe dynastie et devait être identifié avec le Neferkarê attesté dans les listes ramessides. Elle souligne la circonstance que les scribes de Ramsès II ont souvent ajouté le symbole du soleil Rê aux noms des premiers rois dynastiques, ignorant le fait que le soleil n'était pas encore un objet d'adoration divine à cette époque précoce. Pour étayer son point de vue, Ryholt cite des noms de cartouches tels que Nebkarê alors que le roi de l'époque se nomme Nebka. L'égyptologue Aidan Mark Dodson pense de la même façon et souligne le fait que presque tous les serekhs de Sneferka sont faits sur des ratures, ce qui conduit à la conclusion que Sneferka a usurpé les vases de Qâ. Ce comportement était typique des rois qui régnaient un peu plus tard que le propriétaire original des artefacts réutilisés et qui n'ont régné que très peu de temps.